# 胶东山水志
《胶东山水志》，由清朝诗人安璿（1629年-1703年）撰写。

## 简介
该书以诗文的方式主要描绘了位于无锡胶山以东，以无锡安氏西林为中心的一片区域内的自然和人文景观，其中涵盖了嘉荫园、桂坡馆、安国墓、以及多处安氏家族宅邸等。为读者勾勒出了明末清初江苏无锡安镇胶山一代江南水乡的完美画卷。为园林学者研究明清时期江南地区私家园林的形制、规格以及建造风格提供了详实的史料。《胶东山水志》被录入由凤凰出版社于2011年出版的《无锡文库》。